# Шерред, Томас
Томас Шерред (англ. Thomas L. Sherred; 27 августа 1915 года — 16 апреля 1985 года) — американский писатель-фантаст.
Родился в Гранд-Рапидсе (штат Мичиган), США.
Наиболее известный российскому читателю рассказ — «Попытка» (англ.). Он же стал первым опубликованным текстом Шерреда. Рассказ был опубликован в майском номере журнала «Astounding Science Fiction» за 1947 год. Этот же рассказ был удостоен включения в перечень «Science Fiction Hall of Fame». На русский язык рассказ переведен в 1968 году в урезанном и искажённом виде; исправленный перевод появился в 1986-м.
Четыре самых известных новеллы Шерреда составили сборник «First Person Peculiar» (1972). В 1970 году вышел роман «Alien Island». Еще один рассказ — «Bounty» — появился в антологии Харлана Эллисона «Again, Dangerous Visions».

## Томас Шерред о себе
Для антологии Харлана Эллисона «Again, Dangerous Visions» Шерред прислал в 1968 году такую автобиографию:

«Я родился (согласно моей дочери, которая настолько же ленива, насколько и красива) где-то около 1865 года.
Я умер (согласно моему сыну, который не одобряет мои музыкальные вкусы) где-то около 1932 года.
Точность обеих дат меня полностью устраивает.»

Однако Эллисон продолжал настаивать, требуя прислать развернутую автобиографию на двух страничках. Наконец, в 1971 году Шерред дал себя уговорить и прислал одну страницу с извинениями: «Не думаю, что чьей-нибудь жизни хватит на две страницы».
«Насколько я понимаю, я родился в 1915 году, достаточно давно, чтобы жизнь научила: не доверяй никому младше 50 лет. Стипендия от Национального агентства по делам молодежи позволила мне поступить в Университет Уэйна в Детройте, а общее состояние экономики — поездить по 47 штатам еще до того, как Аляска и Гавайи стали частью Союза. В конце концов я оказался в мастерской компании Packard Motor с убеждением, что есть более легкие способы зарабатывать на жизнь. Да куча таких способов.
Я пробовал техническое писательство (немногие писатели умеют управляться с металлорежущим станком или понимают, как работает „келлер“). Затем я ушел в рекламный бизнес, который намного выгоднее, чем любой легальный. И наконец я решил жить честно.
Попутно я пробовал писать научную фантастику, что само по себе приносит удовольствие, а также имеет дополнительное преимущество: при наличии правильного редактора ничто нигде и никак не запрещено. Женитьба и двое детей расставили новые приоритеты, и стало трудно думать о чем-либо, кроме еженедельного стабильного дохода; никакой или почти никакой фантастики.
Развод опять всё переменил, и я произвел роман «Alien Island». Его купило издательство «Баллантайн», и я уже думал, что ухватил мир за хвост. Инсульт заставил меня передумать. Легкий инсульт, и все же инсульт.
Не думаю, что буду писать снова. Во всяком случае, не такого объёма и не с такой легкостью, как когда-то. Каким-то абстрактным образом меня это печалит. «Щедрость», вероятно, последнее из моих произведений.
И все же я остаюсь в убеждении, что это было здорово, пока длилось.»